# 亨利七十四世 (羅伊斯-科斯特利茨)
亨利七十四世（德語：Heinrich LXXIV.，1798年11月1日—1886年2月22日），羅伊斯-科斯特利茨伯爵亨利四十四世的幼子。

## 家庭
1825年，亨利與克蕾門汀·馮·萊岑巴赫-格斯屈茲（Clementine von Reichenbach-Goschütz）結婚，兩人共有1子1女：
1. 瑪麗（1826年—1843年），早逝
2. 亨利九世（德语：Heinrich IX. Reuß zu Köstritz (1827–1898)）（1827年—1898年），他的玄孫魯佐·羅伊斯（英语：Prince Heinrich Ruzzo Reuss of Plauen）是樂團ABBA主唱安妮-弗瑞德·林斯塔德之夫

1855年，亨利與斯托貝格-維尼格羅德的艾蕾諾爾結婚，兩人共有2子2女：
1. 亨利二十五世（1856年—1911年）
2. 克蕾門汀（1858年—1929年）
3. 伊莉莎白（1860年—1931年），亨利二十四世的妻子
4. 亨利三十一世（德语：Heinrich XXXI. Reuß zu Köstritz）（1868年—1929年）